# Ball's Pyramid
Ball's Pyramid  är en klippa och erosionsformad kvarleva efter en sköldvulkan och caldera, som formades för cirka 7 miljoner år sedan. Balls Pyramid ligger 20 kilometer sydost om Lord Howeön i Stilla havet. Klippan är 562 meter hög, 1100 meter lång och 300 meter bred, vilket gör den till världens högsta vulkaniska klippformation. Klippön är en del av Lord Howe Island Marine Park.
Balls Pyramid har ett par satellitholmar: Observatory Rock som ligger cirka 800 meter åt västnordväst och Wheatsheaf som ligger cirka 800 meter västsydväst om Balls Pyramid. Precis som Lord Howe Island och Lord Howes djuphavsbergskedja, ligger Balls Pyramid på undervattensplatån Lord Howe Rise, en del av Zeelandia.

## Historia
Klippan är uppkallad efter löjtnant Henry Lidgbird Ball, som upptäckte den 1788 ihop med Lord Howeön.
Den första lyckade klättringen till toppen gjordes den 14 februari 1965 av en grupp klättrare från Sydney Rock Climbing Club. Gruppen bestod av Bryden Allen, John Davis, Jack Pettigrew och David Witham.
Det förekom ett tidigare försök 1964 av ett annat klätterteam från Sydney, inklusive den då 20-årige äventyraren Dick Smith. De var tvungna att vända på femte dagen på grund av brist på mat och vatten. År 1979 återvände Smith till pyramiden, tillsammans med klättrarna John Worrall och Hugh Ward och nu nådde de toppen. Där sattes New South Wales flagga ut och området förklarades officiellt som en Australiskt territorium (en formalitet som tydligen inte hade gjorts tidigare).
Klättring förbjöds 1982 enligt Lord Howe Island Act, och 1986 förbjöds allt tillträde till ön av Lord Howe Island Board. År 1990 gjordes lättnader i bestämmelserna som gjorde att det går att klättra under särskilda villkor, efter en ansökan till ansvarigt statligt departement..

## Fauna
År 2001 gick ett team entomologer och naturvårdare iland på Balls Pyramid, för att kartlägga dess flora och fauna. Till sin förvåning återupptäckte de en population av den tidigare förmodade utdöda arten Dryococelus australis, som nu endast bor på ett område av 6 x 30 meter, på en höjd av 100 meter över havet, i ett enda busksnår av Melaleuca howeana. Snåret växte i en liten skreva där vatten sipprade genom sprickor i den underliggande klippan. Fukten bidrog till den relativt frodiga växtligheten, som med tiden hade resulterat i en ansamling av växtrester, flera meter djupa. Populationen var extremt liten med endast 24 individer. Två par fördes till två Pacific djurparker, för att avla nya individer. Idag är arten klassad som akut hotad av IUCN.